# Пик Кызласова
Пик Кызласова (хак. Кызласовтың тағы) — высочайшая точка Республики Хакасия. Названа в честь хакасского историка и археолога Л. Р. Кызласова.
Ранее самой высокой точкой Хакасской республики считалась гора Каратош (хак. Хара тос — черная наледь).
В 2016 году председателем правительства Российской Федерации Дмитрием Медведевым было подписано распоряжение о присвоении наименования «Гора Кызласова».